# Sergio Fernández Larraín
Sergio José María Marcos Fernández Larraín (Melipilla, 24 de marzo de 1909 - Santiago, 4 de noviembre de 1983) fue un abogado, historiador, diplomático y político conservador chileno.

## Familia y estudios
Nació en la comuna chilena de Melipilla el 27 de julio de 1909, hijo de Adolfo Fernández Jaraquemada y Adela Larraín Hurtado. Realizó sus estudios primarios y secundarios en el colegio San Ignacio de Santiago y los superiores, en la Facultad de Derecho de la Escuela de Derecho de la Pontificia Universidad Católica (PUC), titulándose como abogado el 7 de septiembre de 1933, con la tesis titulada: Derecho constitucional soviético.
Fue profesor de derecho constitucional en la misma universidad. Se dedicó también a la agricultura y explotó su fundo "San Diego de Puangue".
Se casó en 1934 con Carolina Errázuriz Pereira, con quien tuvo once hijos. Posteriormente, contrajo segundas nupcias con Amelia Ruiz Figueroa.

## Carrera política
Militante del Partido Conservador, en 1947 fue nombrado primer vicepresidente del partido y siempre formó parte de su directiva.
En las elecciones parlamentarias de 1937, fue elegido como diputado por la Vigesimocuarta Agrupación Departamental (correspondiente a los departamentos de Ancud, Castro y Quinchao), por el período legislativo 1937-1941. Durante su gestión fue diputado reemplazante en la Comisión Permanente de Educación Pública y en la de Policía Interior e integró la Comisión Permanente de Trabajo y Legislación Social.
En las elecciones parlamentarias de 1941, obtuvo la reelección diputacional, pero esta vez, por la Octava Agrupación Departamental (Melipilla, San Antonio, San Bernardo y Maipo), por el periodo 1941-1945. En esa oportunidad fue diputado reemplazante en la Comisión Permanente de Gobierno Interior y en la de Trabajo y Legislación Social; e integró la Comisión Permanente de Asistencia Médico-Social e Higiene.
En las elecciones parlamentarias de 1945, obtuvo nuevamente la reelección por la misma Agrupación Departamental, por el periodo 1945-1949; integró la Comisión Permanente de Relaciones Exteriores y la de Asistencia Médico-Social e Higiene; y fue diputado reemplazante en la Comisión Permanente de Educación Pública.
A continuación, en la elección parlamentaria complementaria realizada el 26 de junio de 1949, fue elegido como senador por la Quinta Agrupación Provincial (O'Higgins y Colchagua), para completar el periodo 1945-1953; en reemplazo del también conservador Miguel Cruchaga Tocornal, que falleció el 3 de mayo de ese año. Se incorporó al Senado, el 2 de agosto de 1949, y fue senador reemplazante en la Comisión Permanente de Gobierno Interior; en la de Relaciones Exteriores y Comercio; en la de Hacienda y Presupuestos; en la de Defensa Nacional; en la de Trabajo y Previsión Social y en la de Agricultura y Colonización.
Durante su periodo senatorial fue uno de los autores de la «Ley de Defensa de la Democracia», también llamada Ley Maldita, promulgada por el presidente radical Gabriel González Videla.

## Otras actividades
Durante el gobierno del presidente Jorge Alessandri, fue nombrado como embajador de Chile en España, cargo que sirvió entre 1959 y 1961; el 7 de junio de este último año, se firmó entre ambos países, el «Convenio de Migración». Por su misión diplomática en España, fue condecorado como Caballero del Monasterio de Yuste, Caballero Hospitalario y Comendador de la Orden de San Silvestre. Asimismo, fue condecorado con la Gran Cruz de la Orden de Isabel la Católica y con la Orden de Carlos III.
En paralelo desarrolló una actividad como historiador, siendo miembro de número del Instituto Chileno de Investigaciones Genealógicas y de la Sociedad Chilena de Historia y Geografía. Además, presidió la Academia Chilena de la Historia. Con diversos documentos y libros que compiló, muchos de ellos en España (por ejemplo, la correspondencia de Julio Cejador y Frauca, parte del archivo de Ramón María Narváez y otros documentos de Miguel de Unamuno, José María Blanco White, Jacinto Benavente y diversos nobles y políticos), reunió un gran archivo y biblioteca que legó a la Fundación Sergio Fernández Larraín que lleva su nombre. Su catálogo ha sido publicado en varios tomos en Santiago, 1983.[cita requerida]
Por otra parte, fue un gran colaborador de la prensa escrita en asuntos económicos y sociales, siendo autor de una cantidad considerable de obras, artículos y otros, en diferentes materias.
Falleció en Santiago de Chile el 4 de noviembre de 1983, a los 74 años.